# Musseromys anacuao
Musseromys anacuao és una espècie de rosegadors de la família dels múrids. És endèmic de l'illa de Luzon (Filipines). Té una llargada de cap a gropa de 74–83 mm, la cua de 82–86 mm, els peus de 18 mm, les orelles de 15-16 mm i un pes de fins a 21 g. El pelatge, curt i suau, és de color rogenc-taronja. Probablement és un animal nocturn i arborícola.